# Kéménd (Románia)

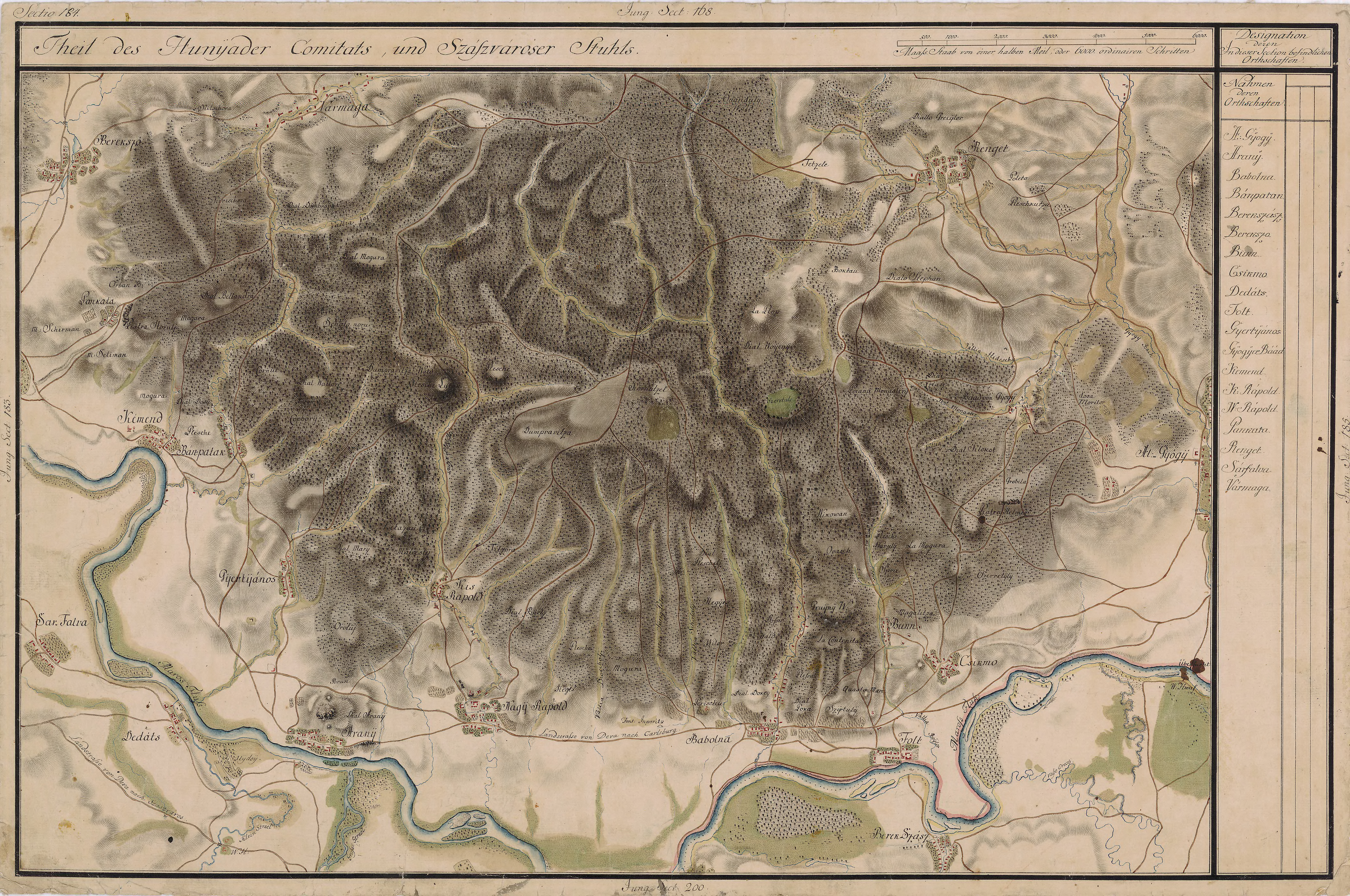
Kéménd környéke 1769-1773 között

Kéménd (románul: Chimindia [kimin'dija]) falu Romániában, Erdélyben, Hunyad megyében.

## Fekvése
A Maros jobb partján, Dévától 23 km-re északkeletre található.

## Nevének eredete
Vagy a szláv kamenь ('kő'), vagy a német eredetű magyar kémény szó -d képzős származéka. Történeti névalakjai: Kemend (1332), Kemynd (1362), Kimindia (1750).

## Története
Külterületén a Coțofeni-kultúrához tartozó cseréptöredékeket és római maradványokat találtak.
Hunyad vármegyei kisnemesi falu volt. 1786-ban 317 lakosának 41%-a volt zsellér, 40%-a nemes és 23%-a jobbágy jogállású. 1808-ban járási székhely. Református gyülekezete 1826-ig alkotott önálló egyházközséget. 1839-ben járási székhely volt.

## Népessége
- 1850-ben 370 lakosából 270 volt román, 72 magyar és 28 cigány nemzetiségű; 298 ortodox, 70 református és 2 római katolikus felekezetű.
- 2002-ben 383 lakosából 362 volt román, 15 magyar és 6 cigány nemzetiségű; 336 ortodox, 28 pünkösdista és 10 református felekezetű.

## Nevezetességek
- Kicsiny református teremtemploma, a hozzá tartozó haranglábbal. Miután 1999-ben mennyezete beszakadt, a vakolat alól előbukkantak déli és északi falának az utolsó ítéletet ábrázoló középkori falfestményei. A déli falat két festmény borítja. Az egyik Szent István, Szent Imre és Szent László korábban is ismert ábrázolása a 15. század elejéről, cirill betűs felirattal, ami talán arra utal, hogy a templomnak akkoriban román kegyura lehetett. A magyar királyok cirill betűs ábrázolására a kristyori és a ribicei ortodox templomban találhatunk szintén 15. század eleji párhuzamot. A másik festmény valószínűleg a 14. század második felében készült, a Pokol látható rajta és egy teljes Utolsó ítélet-freskóból maradt meg. Az elkárhozottak mosolyognak rajta és egy részük török fejfedőt visel. A kép a bögözi református templom Pokol-ábrázolásával rokon. Az északi falon egy valószínűleg 1482-ből való, gótikus Utolsó ítélet-freskó megmaradt vízszintes sávja látható. A műemlékké nyilvánított templomot kolozsvári magyar fiatalok munkájával állították helyre.
- Egy dombon áll a 19. században épült ortodox fatemplom.
- Savanyúvízforrás. A vizet egy dévai cég palackozza.[4]

## Híres emberek
- Itt született 1903. augusztus 27-én Vendég Vince fül-orr-gégész, egyetemi tanár.

## Képek

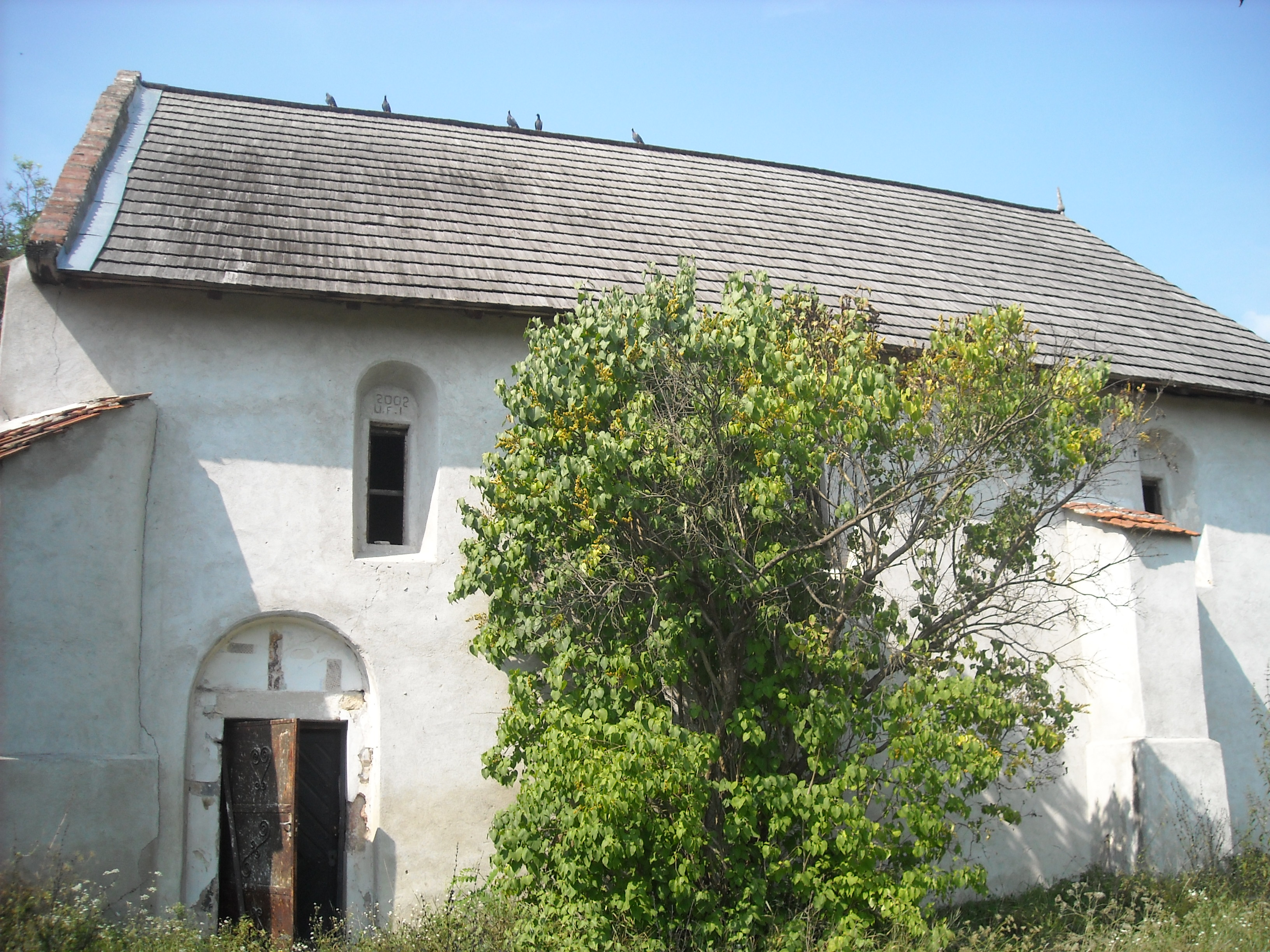
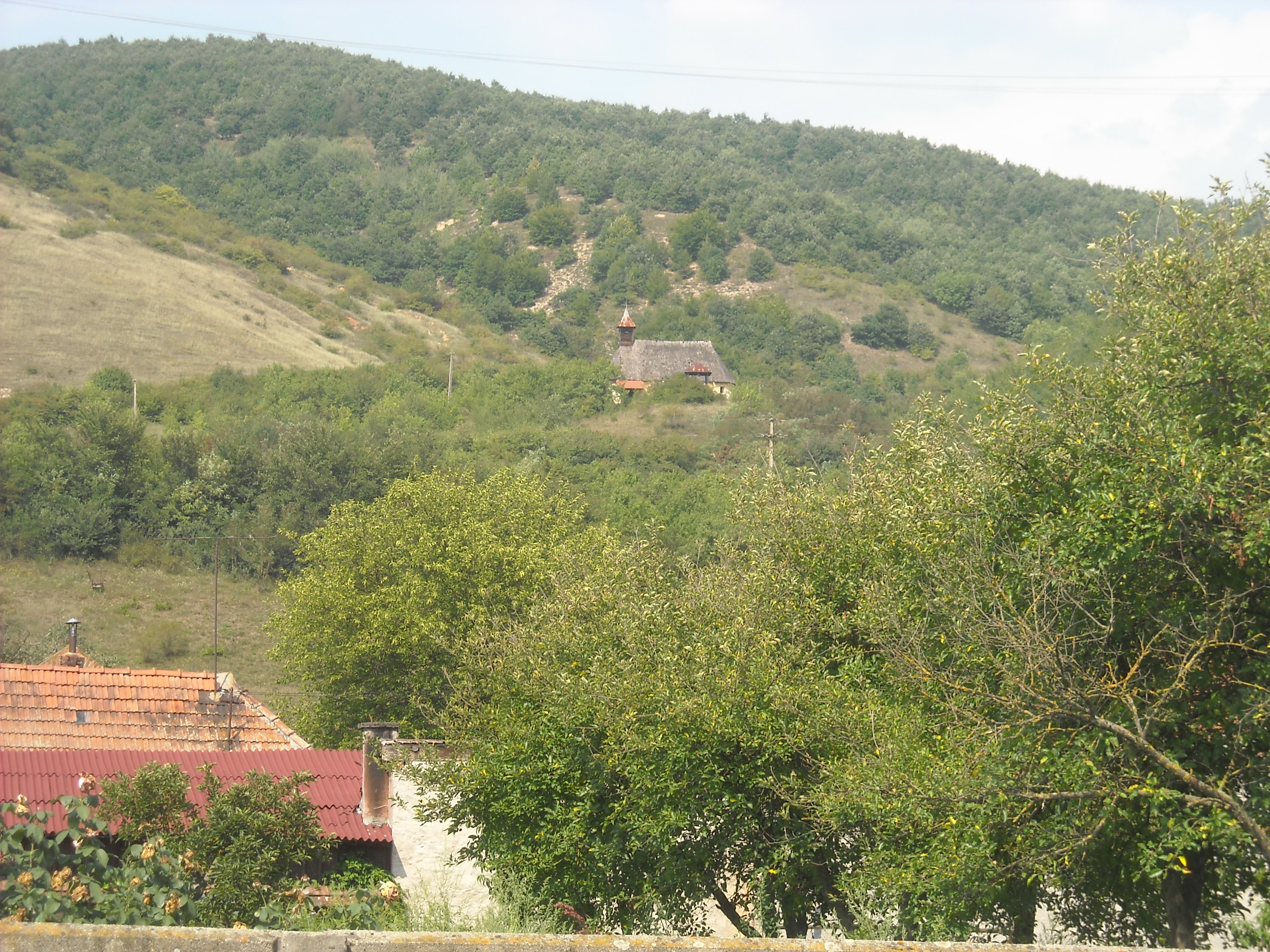
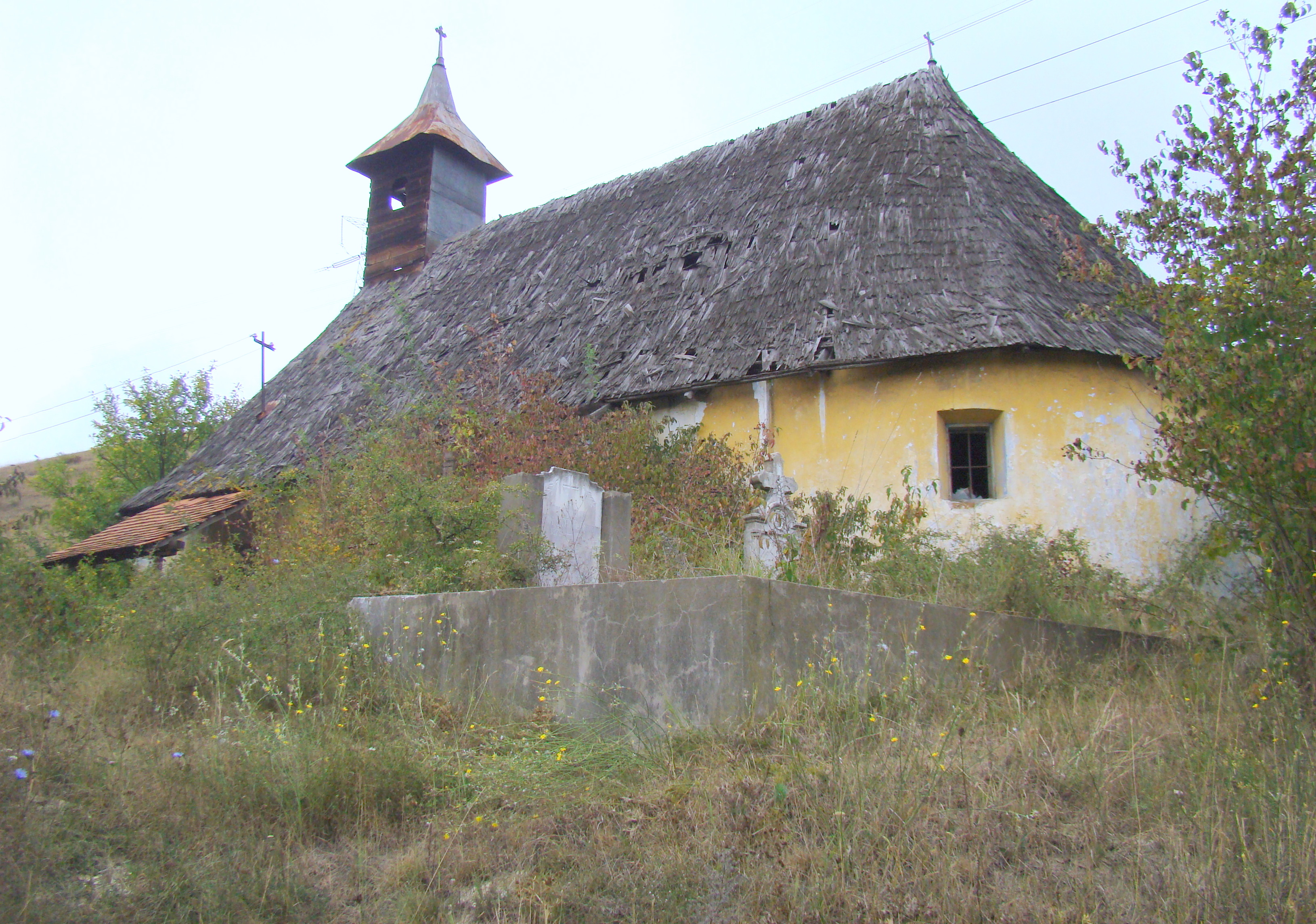
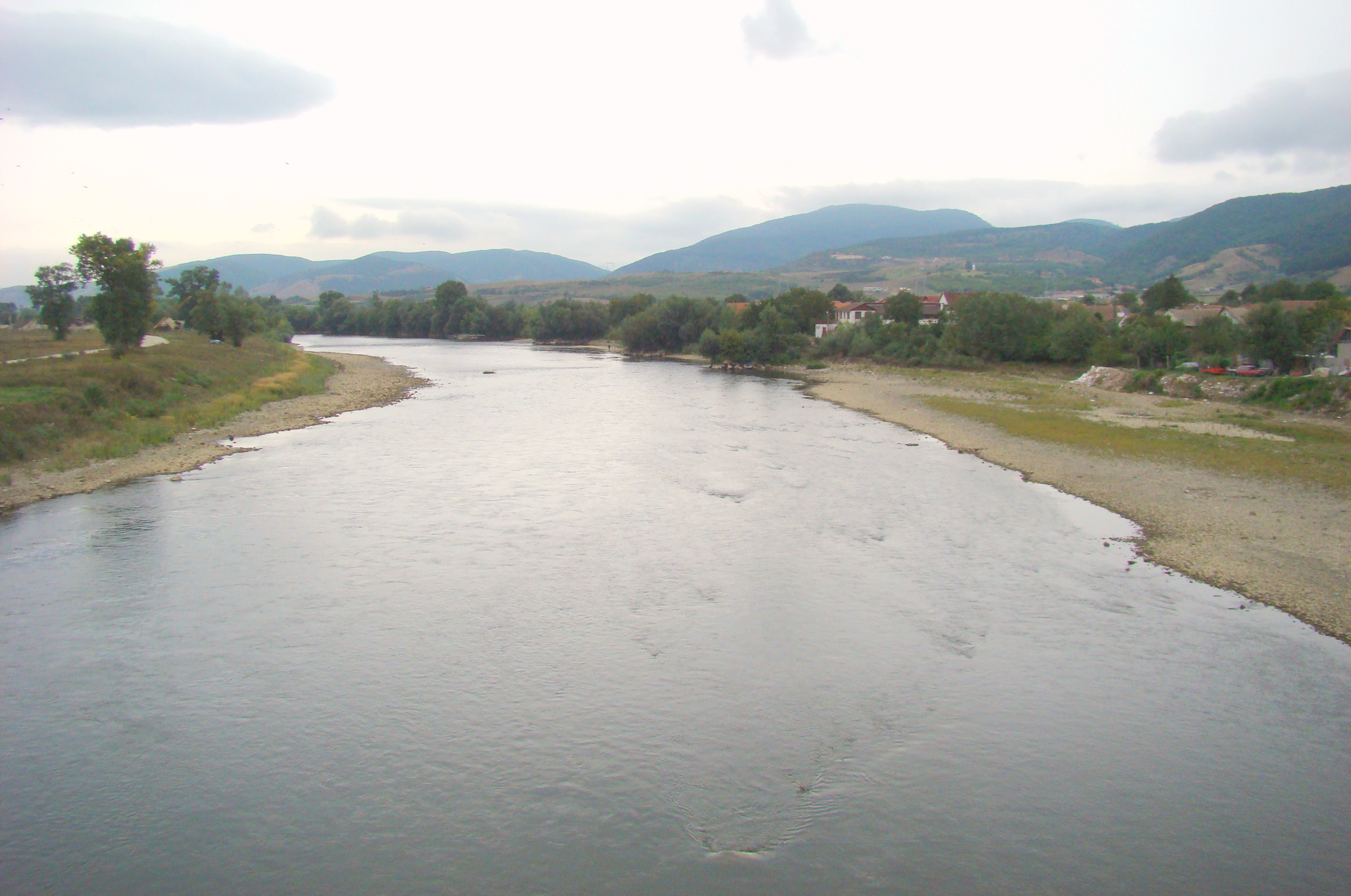